# Eric Etebari
Eric Etebari (ur. 5 grudnia 1969 w Los Angeles) – irańsko-amerykański aktor filmowy, model i muzyk.

## Życiorys

### Wczesne lata
Wychowywany w Hollywood przez matkę, artystkę fotograf Jean Ferro, w społeczności artystów. W siódmej klasie brał udział w programie szkolnym z Francisem Fordem Coppolą w Bankcroft Jr. High School. Spędził następne lata w Santa Monica High School, gdzie rozwijał się w sporcie; grał w piłkę nożną, baseball i koszykówkę. Później dostał stypendium siatkarskie z San Diego State University. A za męstwo w ratowaniu dwóch kobiet z płonącego mieszkania otrzymał pochwałę ze Straży Pożarnej w San Diego.

### Kariera
Po studiach rozpoczął swoją karierę modela. Miał okazję pracować z fotografem Bruce’em Weberem, a także wziął udział w kampanii reklamowej Versace z Richardem Avedonem. W Europie pracował z Karlem Lagerfeldem i Robertem Fleischauerem, a także “Zino” Cologne for Men Davidoff. Dodatkowo pojawił się w serii reklamówek z reżyserem Michaelem Bay, w tym „Bongo Jean” z Liv Tyler.
Wystąpił potem w filmach: Za szybcy, za wściekli (2 Fast 2 Furious, 2003) z Paulem Walkerem, Prawnik z lincolna (The Lincoln Lawyer, 2011) z Matthew McConaugheyem i czarnej komedii Twardziele (Stand Up Guys, 2012) u boku Ala Pacino i Christophera Walkena.

## Filmografia

### Filmy fabularne
- 2003: Za szybcy, za wściekli (2 Fast 2 Furious) jako Darden
- 2004: Komórka (Cellular) jako Dmitri
- 2011: Prawnik z lincolna (The Lincoln Lawyer) jako Charles Talbot
- 2013: Payday 2 jako Nathan Steele/Dallas
- 2014: Bullet (Bullet) jako Manual Kane

### Seriale TV
- 1996: Jedwabne pończoszki (Silk Stalkings) jako Jeff Turner
- 1997: 413 Hope St.
- 1998: Brygada Acapulco (Acapulco H.E.A.T.) jako pan Paradise
- 2001–2002: Witchblade: Piętno mocy (Witchblade) jako Ian Nottingham
- 2006: CSI: Kryminalne zagadki Miami (CSI: Miami) jako Javier Morena
- 2011: Glee jako Reggie ‘The Sauce’ Salazar (głos)
- 2013: Agenci NCIS: Los Angeles (NCIS: Los Angeles) jako Rinaldo Maggio
- 2014: Castle jako Enver Kotta